# 飄然臺
飄然臺（泰文：พุทธสมาคมเพียวเยี้ยงไท้；英文：Peaw Yeang Tai），位於泰國東部春武里府是拉差縣的道教寺觀，自稱為『泰國四大佛教名山』。它供奉太上老君、觀音、八仙及黃大仙等多尊道教雕像。其中在2012年10月8日（農曆壬辰年八月廿三日，星期一，黃大仙誕）開光的黃大仙雕像，像高3.22米，自稱是當時世界最大的金身白玉黃大仙雕像。

## 地址
- 中文：
  - 泰國，春武里府，是拉差縣，萱柿區，衛生六巷（九條石），第三村，門牌264之15號。泰國郵遞區號：20110
- 泰文：
  - 264/15 หมู่ 3 ถนนสุขาภิบาล 6 (เก้ากิโล/สาย 9 กม.) ตำบลสุรศักดิ์ อำเภอศรีราชา จังหวัดชลบุรี 20110 ประเทศไทย
- 英文：
  - 264/15, Moo 3, Sukapiban Soi 6 (9 km), Sun Sak district, Si Racha, Chon Buri province, Thailand. Postal Code: 20110.
- 電話：（038）312 130
- 電子郵件：peawyeangtai@hotmail.com

## 外部連結
- 泰國春武里府飄然臺道教寺觀的官方網頁